# Un hoț în timp
„Un hoț în timp” ("A Thief in Time") este o povestire științifico-fantastică scrisă de autorul american Robert Sheckley. A apărut inițial în revista Galaxy în  1954 și apoi a fost publicată în colecția de povestiri Citizen in Space (1955). 
În limba română a fost tradusă de Delia Ivănescu și a fost publicată în volumul Monștrii (1995, Editura Nemira, Colecția Nautilus).

## Legături externe
- en  Istoria publicării lucrării Un hoț în timp la Internet Speculative Fiction Database
- "A Thief in Time"  (Galaxy 1954/7)

## Vezi și
- Listă de ficțiuni cu călătorii în timp